# Farringdon (Metropolitano de Londres)
Farringdon é uma estação do Metropolitano de Londres, da Elizabeth line e conectada da linha principal do National Rail em Clerkenwell, em Islington no centro de Londres. A estação fica localizada fora dos limites da Cidade de Londres. Inaugurado em 1863 como o terminal da Metropolitan Railway, a primeira ferrovia subterrânea de passageiros do mundo, Farringdon é uma das mais antigas estações ferroviárias subterrâneas sobreviventes do mundo.

## História
A estação foi inaugurada em 10 de janeiro de 1863 como o terminal da Metropolitan Railway original, a primeira linha subterrânea do mundo. A estação, inicialmente chamada de Farringdon Street, ficava originalmente a uma curta distância do atual edifício da estação. A linha ia da área de Farringdon até Paddington, uma distância de 4 mi (6 km).

### Desenvolvimentos recentes e atuais
Farringdon recebeu recentemente atualizações significativas para permitir-lhe atender às necessidades de uma série de grandes projetos de atualização ferroviária: O Programa Thameslink foi uma grande atualização para a rota existente norte-sul do Thameslink, permitindo trens mais longos e mais frequentes, concluído em 2018; e a Modernização das Quatro Linhas envolve a renúncia em massa das linhas subterrâneas do metrô de Londres, trazendo um grande aumento na capacidade dos serviços das linhas Circle, Hammersmith & City e Metropolitan que fazem escala em Farringdon. Além disso, a estação foi significativamente expandida para servir como uma parada na nova linha leste-oeste linha Elizabeth, proporcionando intercâmbio entre Thameslink e a linha Elizabeth.

#### Elizabeth line

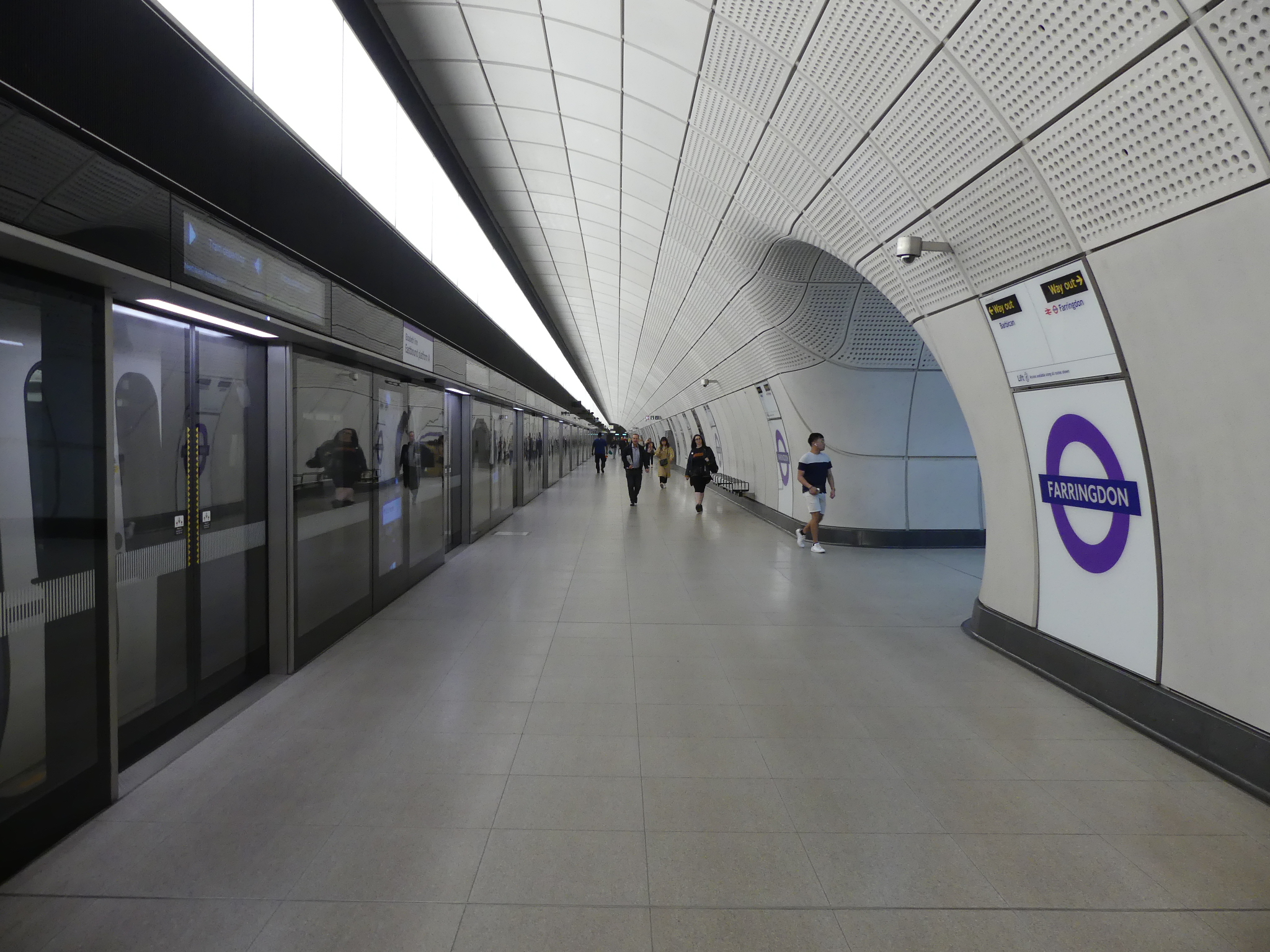
Plataforma da linha Eastbound Elizabeth em Farringdon

A estação Farringdon da linha Elizabeth foi construída como parte do projeto Crossrail. Situa-se entre as estações de metrô Farringdon e Barbican e tem integração com ambas. O acesso no final de Farringdon é feito através da nova bilheteria Thameslink. A conclusão das obras estava prevista para 2018, mas a data prevista de inauguração foi adiada.

## Conexões
As linhas de ônibus de Londres 40, 63, 341 e a linha noturna N63 servem a estação.